# Electric Callboy
Electric Callboy, раніше Eskimo Callboy — німецький електронікор-гурт, заснований 2010 року в Кастроп-Раукселі. Колектив став відомим завдяки своїм жартівливим текстам пісень, зокрема про вечірки та іронічні життєві ситуації. Свій стиль музиканти жартома назвали «порно електро-метал».

## Історія

### Перші релізи таBury Me in Vegas(2010–2013)
Перший однойменний EP колектив випустив у 2010 році. Eskimo Callboy виступали на розігріві в таких гуртів, як Bakkushan, Callejon, Ohrbooten, We Butter The Bread With Butter і Neaera. Також гурт виступав разом з Casper, Distance in Embrace, Rantanplan та іншими німецькими виконавцями.
Їх дебютний альбом Bury Me in Vegas вийшов 23 березня 2012 року. У період з 28 по 30 вересня 2012 року гурт гастролював по Японії і брав участь у турі Geki Rock. Пізніше гурт гастролював по Китаю та Росії. У жовтні та листопаді 2012 року Eskimo Callboy взяли участь у турі Blitzkreuz по Німеччині та Австрії, спільно з німецьким металкор гуртом Callejon.
17 листопада 2012 року після концерту у Дюссельдорфі гурт оголосив про те, що їх барабанщик Майкл Малецкі йде з колективу. Пізніше його замінив Девід Фрідріх.
У серпні 2013 року гурт виступив на фестивалі Wacken Open Air.
13 жовтня 2013 року відвідали Київ, де дали спільний концерт з українським металкор-гуртом Morphine Suffering. 28 березня 2014 знову дали концерт в Києві у клубі «Бінго».

### We Are the Mess,Crystals,The Scene,Rehabта вихід Бізлера (2013–2020)
Гурт розпочав запис свого другого альбому на Kohlekeller Studios разом із продюсером Крістіаном Кольманнсленером восени 2013 року. Альбом We Are the Mess вийшов 10 січня 2014 року на Redfield Records та Warner Music Japan. Гурт відіграв п'ять релізів у Німеччині за підтримки Annisokay. We Are the Mess посіли 8 місце в офіційних чартах Німеччини для лонгплею та 64 місце в Австрії. Гурт гастролював у Японії, щоб просувати свій альбом. У березні того ж року гурт гастролював по Європі за підтримки Iwrestledabearonce, Her Bright Skies і To the Rats and Wolves.
У серпні 2019 року гурт випустив сингл «Hurricane» зі свого п’ятого студійного альбому. Альбом Rehab вийшов 1 листопада 2019 року. Після випуску Rehab гурт вирушив у європейський тур Rehab 2019.
12 лютого 2020 року гурт оголосив у соціальних мережах, що вокаліст «Sushi» залишає гурт . «Sushi» почав новий проєкт під назвою «Ghostkid». 

### Вступ Саллаха, міжнародний успіх, зміна назви таTekkno(2020–дотепер)
24 квітня 2020 року фронтмен Кевін Ратайчак оголосив на YouTube, що пошуки нового співака завершено. Після етапу подання заявок 4 червня 2020 року з’явилося відео, яке оголосило, що Ніко Саллах (колишній вокаліст гурту To the Rats and Wolves)  стане новим вокалістом гурту . 19 червня 2020 року гурт випустив пісню «Hypa Hypa».  24 липня 2020 року гурт випустив пісню «Hate/Love».  11 вересня 2020 року гурт випустив EP MMXX.
3 вересня 2021 року гурт випустив пісню «We Got the Moves».  3 грудня 2021 року гурт випустив пісню «Pump It».  6 грудня 2021 року гурт оголосив через свій обліковий запис у Twitter, що подав пісню «Pump It» на німецький національний відбір на пісенний конкурс «Євробачення-2022»,  але зрештою не був включений до остаточного списку учасників .
22 грудня 2021 року гурт оголосив через Instagram, що вони видаляють старі пісні з усіх платформ через образливі тексти та що вони переглядають назву гурту. 9 березня 2022 року вони оголосили, що відтепер називатимуться Electric Callboy. Гурт змінив слово «ескімос» на «електрик», оскільки попередню назву можна вважати принизливою назвою для інуїтів і юпіків на Алясці. Згодом вони перевипустили обкладинки своїх попередніх альбомів під новою назвою.
8 квітня 2022 року гурт випустив свою першу пісню під новою назвою, «Spaceman», за участю репера Finch. 15 квітня 2022 року Electric Callboy анонсували свій новий майбутній студійний альбом Tekkno, який вийшов 9 вересня 2022 року, і який містив раніше випущені сингли «We Got the Moves» і «Pump It», а також «Spaceman».
8 липня 2022 року гурт випустив пісню під назвою «Fckboi» з американським металкор-гуртом Conquer Divide. 19 серпня 2022 року гурт випустив пісню «Hurrikan».  Дата виходу альбому була змінена на 16 вересня 2022 року.
Tekkno увійшов до німецьких хіт-парадів під номером 1 у перший тиждень після релізу, що є найвищим рейтингом для будь-якого альбому Electric Callboy. Наступного тижня їм довелося відкласти свій тур по Великобританії/Франції, а також скасувати участь у турі Level-Up по США з Attack Attack! через те, що їхній співак Ніко Саллах мав інфекцію щелепи та середнього вуха.

## Дискографія
- 2010: Eskimo Callboy (EP)
- 2012: Bury Me in Vegas
- 2014: We Are The Mess
- 2015: Crystals
- 2017: The Scene
- 2019: Rehab
- 2019 — Supernova (RAGE 2 Edition)
- 2015 — Santa Claus is Coming to Town [ft.We Butter The Bread With Butter; Any Given Day; His Statue Falls; Breathe Atlantis; For I Am King
- 2015 — Best Day (CD Single) [feat. Sido
- 2021 — MMXX (Hypa Hypa Edition)
- 2021 — Pump It (Single)
- 2022 — TEKKNO

## Учасники

Eskimo Callboy, виступає наживо на With Full Force 2018
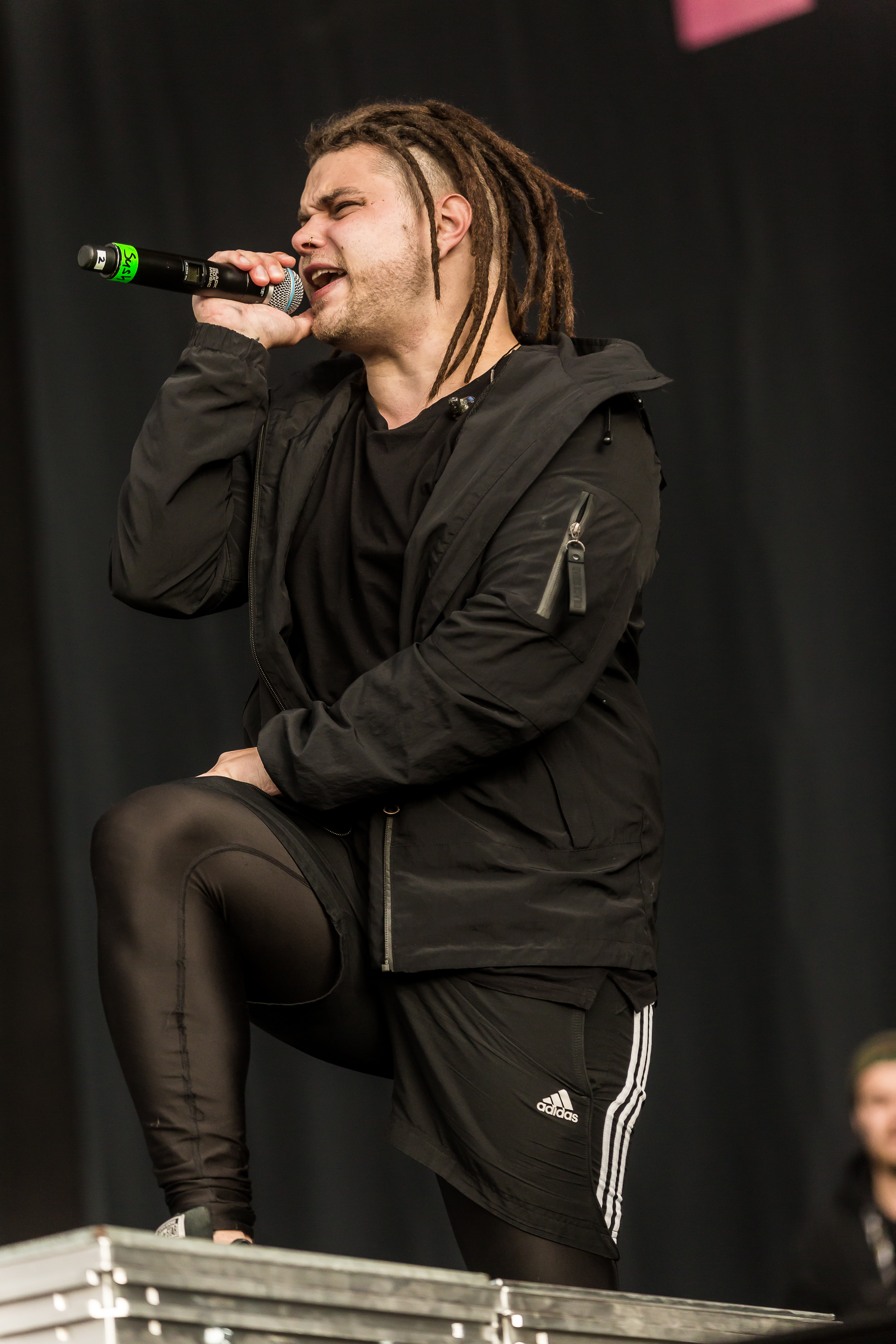
Колишній вокаліст Себастьян Бізлер
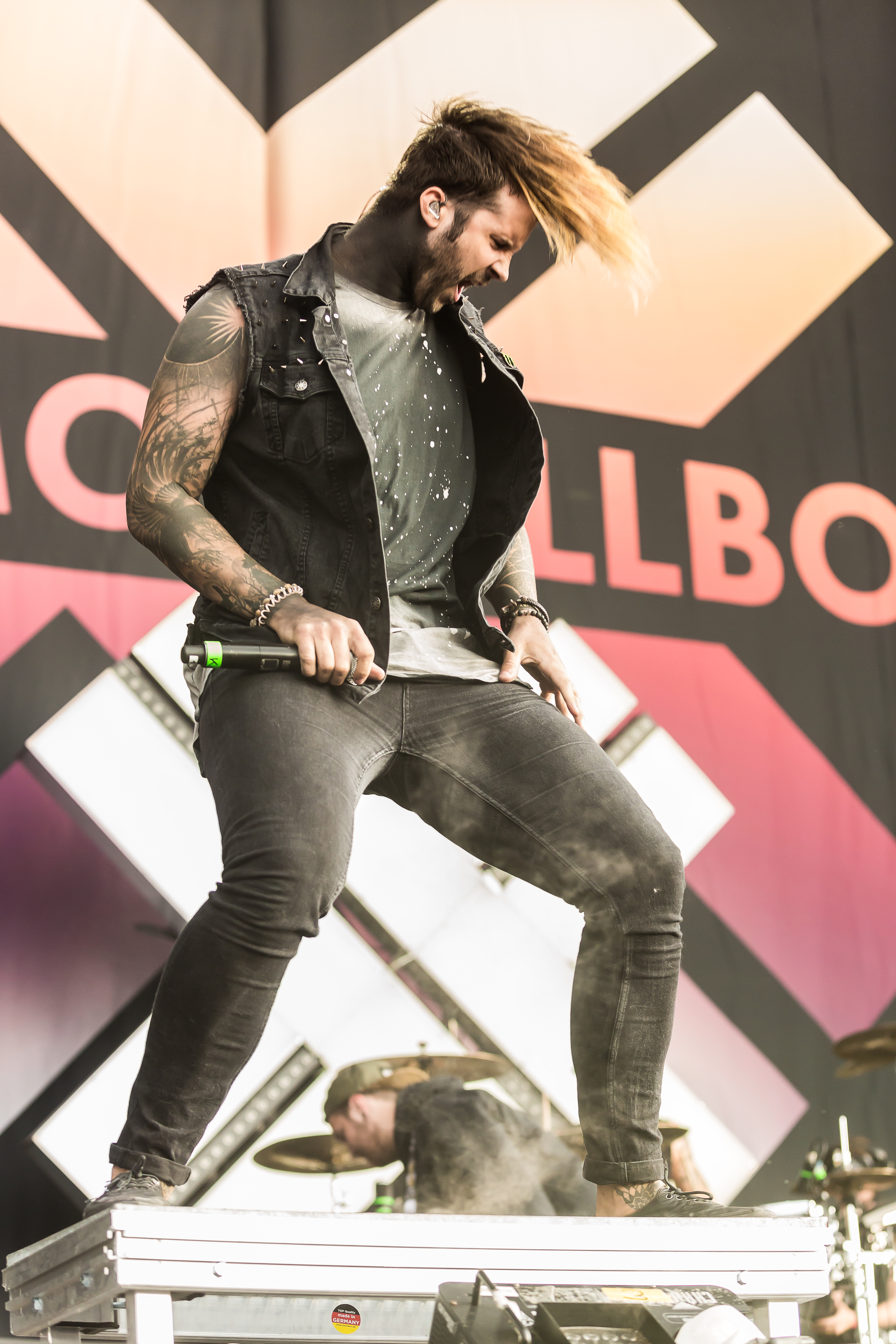
Вокаліст Кевін Ратайчак
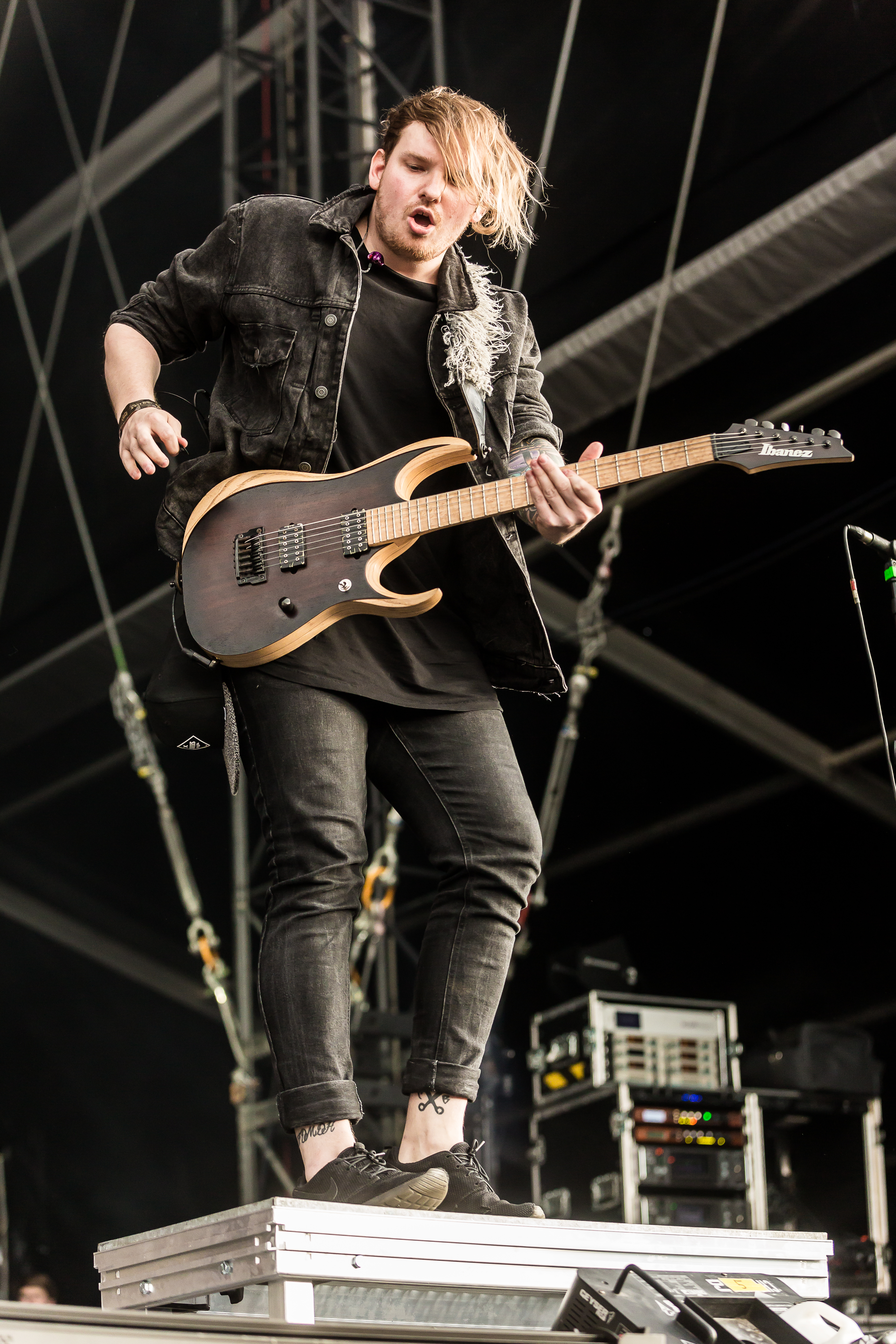
Ритм-гітарист Паскаль Шило
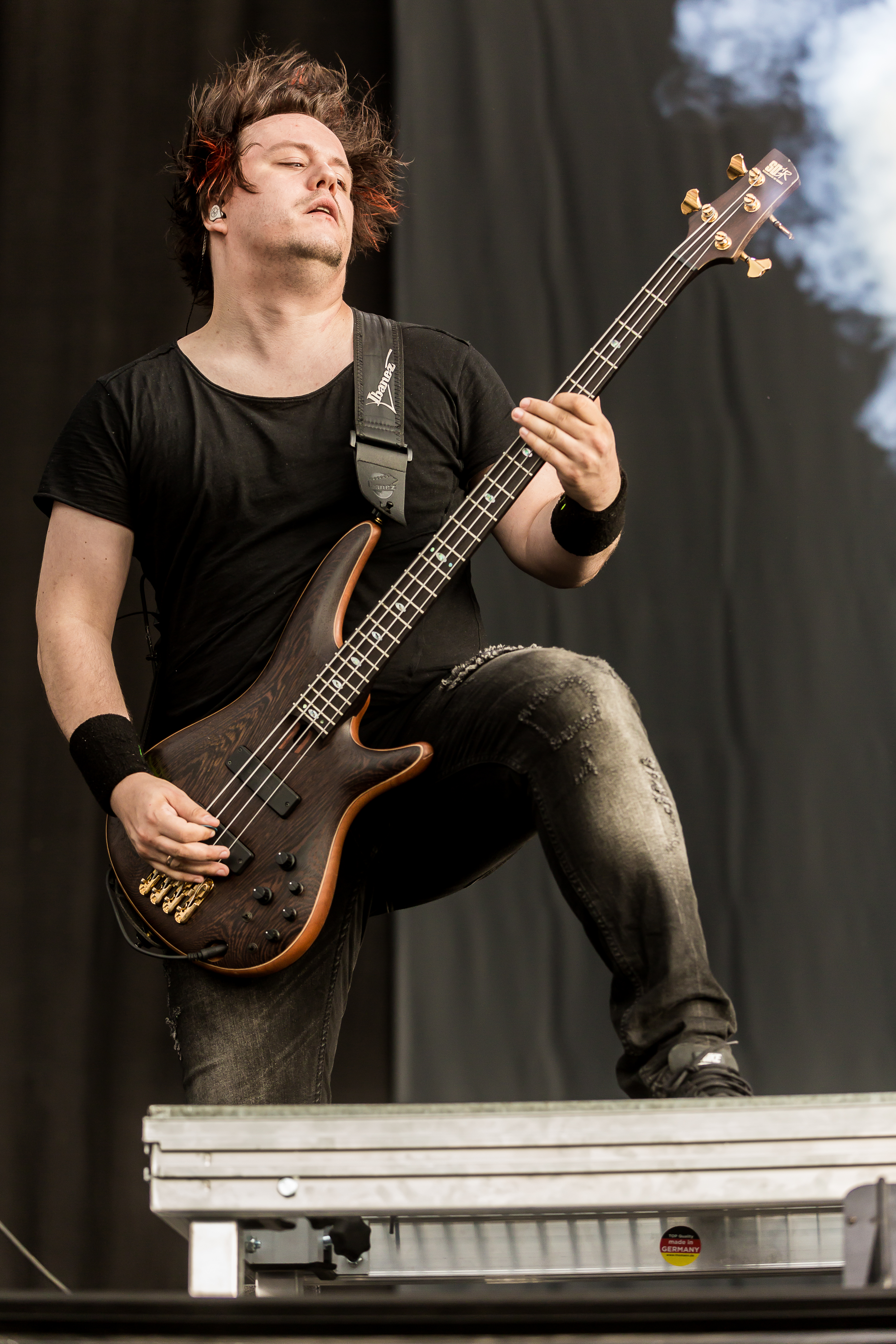
Бас-гітарист Даніель Клоссек
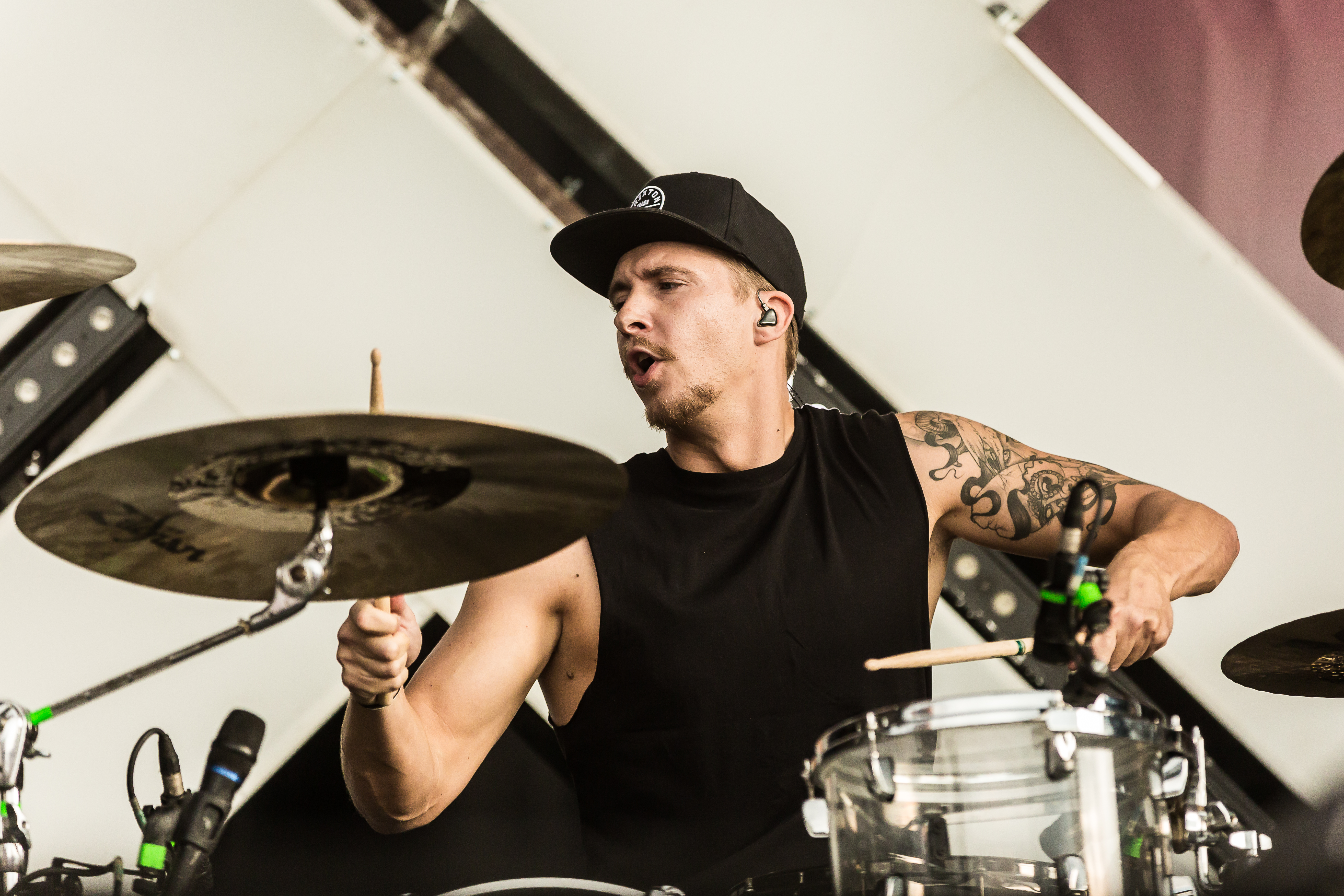
Барабанщик Девід-Карл Фрідріх

### Склад
- Кевін Ратайчак — вокал, клавішні (2010 — наші дні)
- Даніель Ханісс — гітара (2010 — наші дні)
- Паскаль Шило — гітара (2010 — наші дні)
- Даніель Клоссек — бас-гітара (2010 — наші дні)
- Девід Фрідріх — барабани (2012 — наші дні)
- Ніко Саллах — вокал (2020 — наші дні)

### Колишні учасники
- Майкл «Micha» Малецкі — барабани (2010—2012)
- Себастьян «Sushi» Бізлер — вокал (2010—2020)